# Nuphar spenneriana
Nuphar spenneriana là một loài thực vật có hoa trong họ Nymphaeaceae. Loài này được Gaudin miêu tả khoa học đầu tiên năm 1828.